# Abu Zajd Umar Durda
Abu Zajd Umar Durda (arab. أبو زيد عمر دوردة, Abū Zayd ʿUmar Dūrdah; ur. 4 kwietnia 1944 w Ar-Ruhajbat, zm. 28 lutego 2022 w Kairze) – libijski polityk, od 7 października 1990 do 29 stycznia 1994 sekretarz Generalnego Komitetu Ludowego – premier Libii.